# Ślazowiec pensylwański
Ślazowiec pensylwański (Sida hermaphrodita (L.) Rusby) – gatunek roślin wieloletnich z rodziny ślazowatych. W warunkach naturalnych ślazowiec pensylwański rośnie w Ameryce Północnej. Jest uprawiany m.in. w Polsce jako roślina energetyczna.

## Morfologia
Roślina wytwarza zwarte i silnie ukorzenione kępy składające się z kilkunastu do kilkudziesięciu łodyg o średnicy 5-30 mm. W sprzyjających warunkach wysokość rośliny przekracza 4 metry. Liście dłoniasto-klapowate o dużej zmienności kształtu i wielkości. 

## Zastosowanie
Uprawiany jest głównie jako roślina energetyczna. Wykorzystuje się go także jako surowiec w przemyśle celulozowo-papierniczym, jako roślinę paszową oraz jako roślinę rekultywacyjną.
Roślina ta ma bardzo wysoki potencjał plonowania, a zielonka ze ślazowca zawiera dużo białka. Przy odpowiednim nawożeniu azotowym (200 kg/ha) z dwóch pokosów uzyskuje powyżej 40 ton zielonej masy z hektara. 

## Uprawa
RozmnażanieŚlazowiec można rozmnażać poprzez nasiona i podział korzeni lub pędów. W przypadku siewu bezpośrednio do gruntu stosuje się nasiona otoczkowane. Duża twardość nasion ślazowca może powodować nikły procent wschodów. Sadzonki uzyskane z odcinków korzeni z pączkami lub fragmentów pędów charakteryzują się szybszym wzrostem, niż te wysiewane bezpośrednio do gruntu i w pierwszych latach dają obfitsze plony. Po około trzech latach tempo wzrostu ulega wyrównaniu.